# Termeh

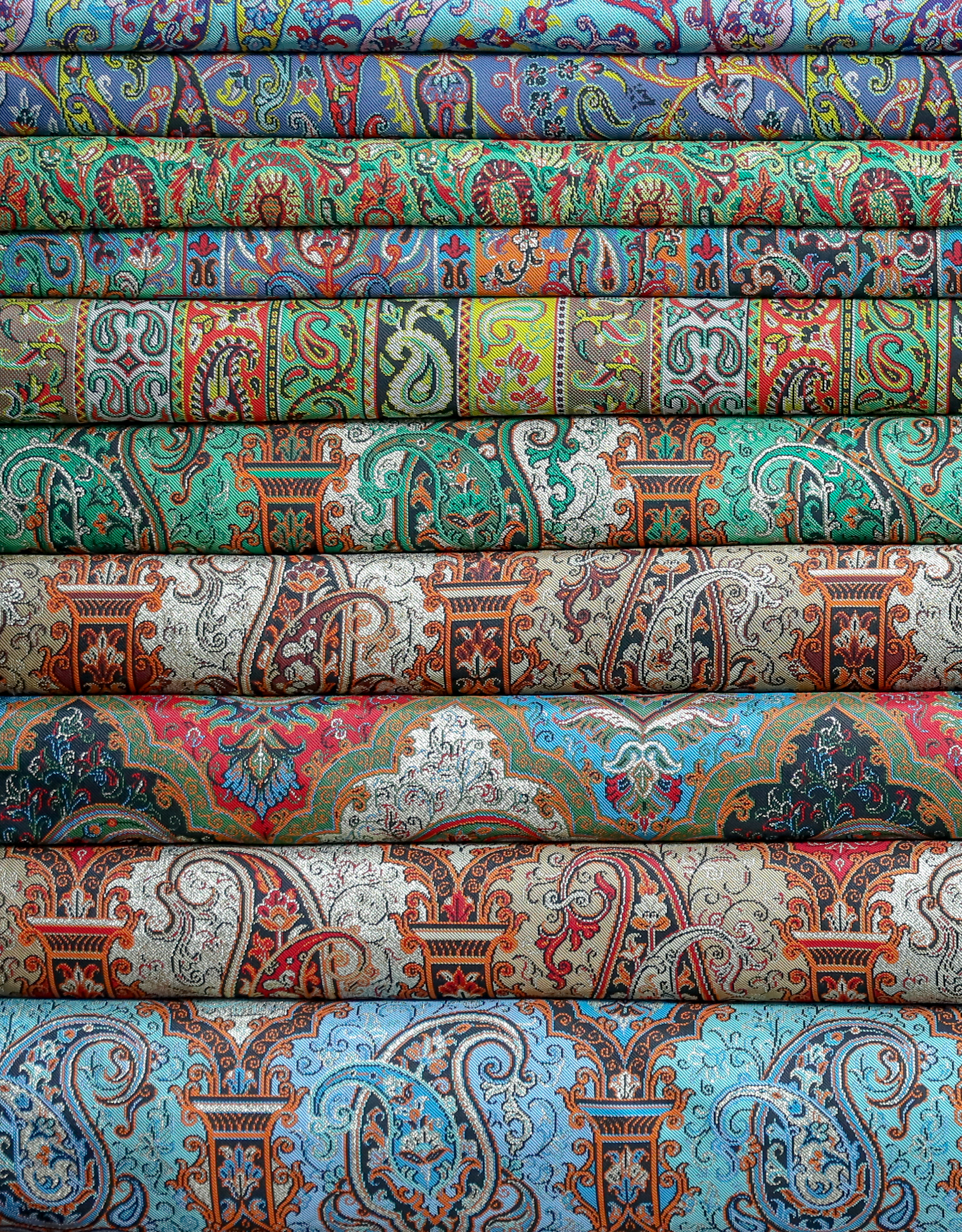
Piles constituée de différents termeh à Yazd

Le termeh (persan : ترمه) est un type de textile artisanal originaire de Yazd, en Iran, tissé à la main, à l'origine dans de la soie (persan : ابریشم, abrisham) et de la laine (persan : پشم, pashm). Il peut prendre la forme de tissu, feuille, panneau ou différentes autres. C'est un type d'article, souvent utilisé dans les mariages iraniens, tels que le sofreh, alors sous forme de feuilles placées au sol, souvent brodées de fils d'or et d'argent, soit au sein du motif intérieur, soit sur la bordure de la pièce. Yazd et Kerman ont tous deux la réputation de produire des termeh de facture supérieure et ont été échangés de la région de culture aryenne de la route de la soie.